# Кухарев, Григорий Никанорович
Григорий Никанорович Кухарев (29 октября) 1918 — 25 ноября 1984) — участник Великой Отечественной войны, гвардии полковник. Герой Советского Союза (1946).

## Биография
Григорий Никанорович Кухарев родился 29 октября 1918 года в деревне Ильино (ныне Себежского района Псковской области) в крестьянской семье. Русский. Окончил 10 классов в Ленинграде, курсы мастеров при Великолукском железнодорожном техникуме. Работал мастером на станции Земцы Нелидовского района Калининской области.
В РККА с 1938 года. С 1941 года на фронте. Был назначен на должность заместителя командира 117-го гвардейского стрелкового полка 39-й гвардейской стрелковой дивизии (8-я гвардейская армия, 1-й Белорусский фронт) по политической части. Член КПСС с 1942 года.
Гвардии майор Кухарев Г. Н. возглавил 24 апреля 1945 года батальон полка, который в ходе наступления на Берлин успешно отразил контратаку противника и овладел несколькими населёнными пунктами. В качестве парламентёра замполит Кухарев был направлен в гарнизон подземного завода в пригороде Берлина с ультиматумом о капитуляции. Ультиматум был принят фашистами.

В происходящих боях за Берлин бойцы и офицеры проявляют исключительное мужество и отвагу, находчивость и дерзость. Замечательный подвиг совершил 28 апреля заместитель командира по политчасти 117 гв. сп 39 гв. сд гв. майор Кухарев. В 14.00 немцы, находящиеся в тоннелях укреплённого опорного пункта (3-этажный подвал), предложили 2-му батальону 117 гв. сп вести переговоры по вопросу выселения из этих тоннелей гражданского населения, для чего прислали трёх своих представителей из гражданских немцев. Переговоры немцы желали вести только с офицерами. Как только стало известно об этом гв. майору тов. Кухареву, он проявил сам инициативу, взял с собой переводчика гв. рядового Эрика и 10 автоматчиков и направился для переговоров. Пришедшие делегаты от немцев привели тов. Кухарева к месту назначения. Из тоннеля вышли комендант, капитан, лейтенант и ещё один офицер. Они предложили Кухареву завязать глаза и вести переговоры только после этого. Гвардии майор тов. Кухарев отверг это предложение и предложил вести переговоры на улице. Автоматчиков Кухарев оставил в стороне, за домом и переговоры он вёл только в присутствии переводчика Эрика. Переговоры длились около двух часов. Основное условие было поставлено перед переговорами — положить оружие обеим сторонам. Гв. майор Кухарев положил свой пистолет, а маленький пистолет оставил у себя в руке. После переговоров было выведено мирное население немцев — около 1500 человек. Немцы сказали, что всё население надо распустить. Кухарев с этим не согласился, и вышедшее население было оцеплено автоматчиками 2-го и 3-го батальонов.
Когда все гражданское население вышло из тоннеля, немецкий капитан отдал приказание своим офицерам продолжать выполнять приказ Гитлера — сопротивляться до конца — и ушёл в тоннель. Тов. Кухарев не растерялся. Он предложил Эрику позвать капитана. Когда капитан пришёл, находчивый политработник Кухарев вытащил из рукава маленький пистолет и застрелил из него капитана и двух остальных офицеров. Автоматчики 117 гв. сп ворвались в подвал, немцы подняли руки и сдались в плен. Таким образом, было взято в плен 650 немцев. Это были немецкие солдаты и офицеры из школы фаустников. В тоннеле было много складов с продовольствием и вооружением…
— Начальник политотдела 8-й гв. армии гвардии генерал-майор Скосырев, Донесение № 0713 29 апреля 1945 г.
Руководил захватом плацдарма на реке Шпрее, обеспечивая переправу подразделений полка.
Звание Героя Советского Союза присвоено 15 мая 1946 года (медаль № 8969).
После Великой Отечественной войны продолжил службу в рядах Советской армии. В 1947 году окончил военно-политическое училище. Ушёл в запас в 1959 году в звании полковника. Жил и работал в Запорожье, Калинине и Риге.
Скончался 25 ноября 1984 года. Похоронен в Риге на кладбище Микеля.

## Награды и звания
- Герой Советского Союза[1].
- Медаль «Золотая Звезда» № 8969.
- Орден Ленина.
- Орден Красного Знамени[2].

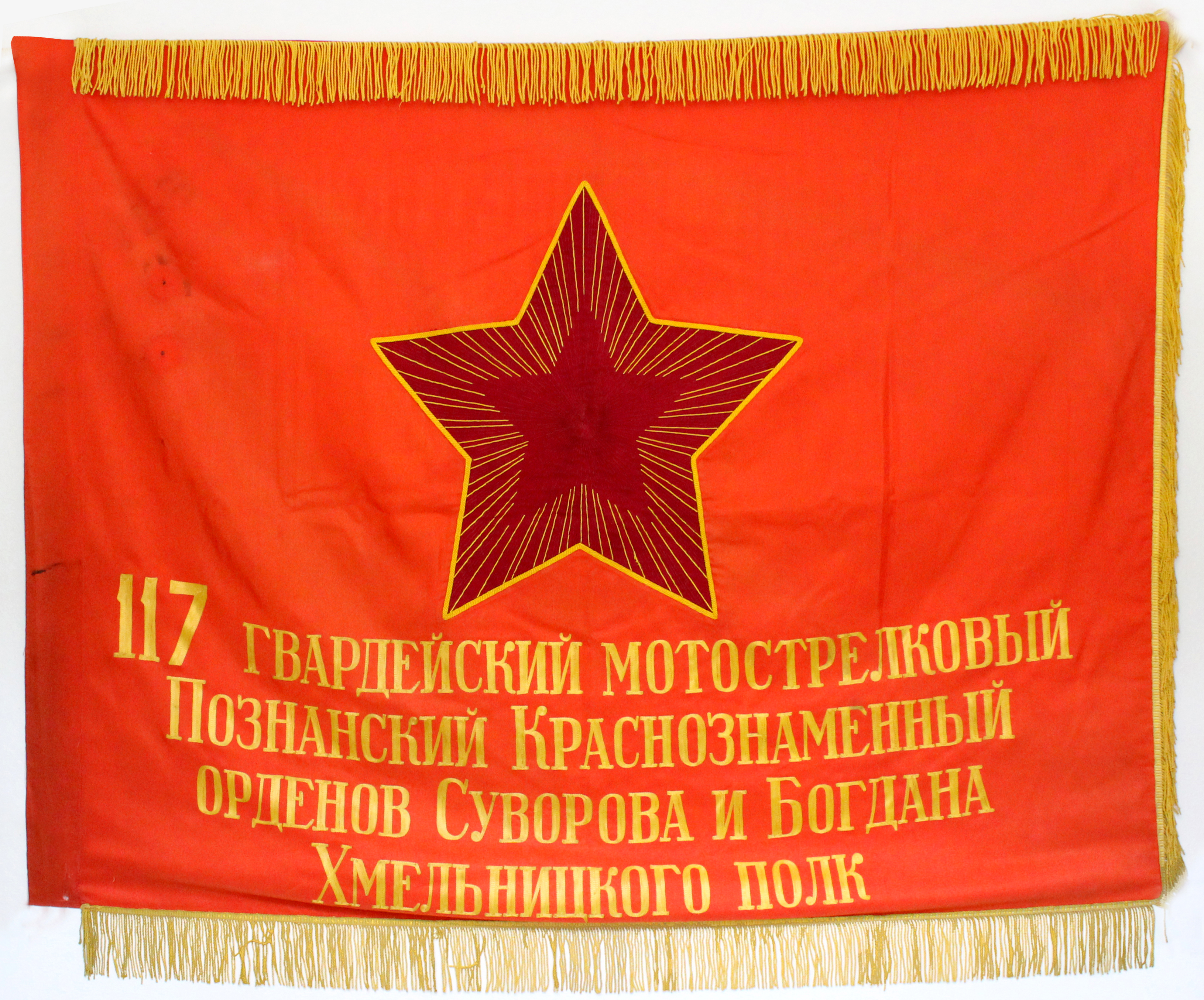
Знамя 117 гвардейского мотострелкового полка.

- Орден Отечественной войны II степени[3].
- Орден Красной Звезды[4].
- Орден Красной Звезды.
- Медаль «За боевые заслуги»[5].
- Медаль «За оборону Сталинграда»[6].
- Медаль «За оборону Москвы»[7].
- Медаль «За победу над Германией в Великой Отечественной войне 1941—1945 гг.»[8].
- Медаль «За взятие Берлина»[9].
- Медали СССР.